# Toma Petre Ghițulescu
Toma Petre Ghițulescu (ur. 29 czerwca 1902 w Giurgiu, zm. 26 października 1983) – rumuński uczony, geolog i geofizyk, profesor uniwersytecki. Prowadził m.in. badania w Afryce. Udzielał się też w życiu politycznym i był krótko wiceministrem w resorcie ekonomicznym w rządzie marszałka Iona Antonescu. Ze stanowiska rządowego zrezygnował po siedmiu tygodniach w maju 1941, zanim rozwinęła się współpraca z hitlerowskimi Niemcami, dzięki czemu jako jedyny funkcjonariusz ówczesnych władz rumuńskich został zrehabilitowany w 1998.
Od 1948 do 1962 był więziony jako przeciwnik reżimu komunistycznego w Rumunii.
Był również znanym sportowcem, bobsleistą, uczestnikiem Zimowych Igrzysk Olimpijskich w Sankt Moritz w 1928.

## Igrzyska olimpijskie
Toma Petre Ghițulescu uczestniczył w zimowych igrzyskach olimpijskich w 1928 w szwajcarskim Sankt Moritz. Na tych igrzyskach wystąpił w jedynej bobslejowej konkurencji – piątkach, prekursorze bobslejowych czwórek. Drugi bobslej reprezentacji Rumunii w składzie Grigore Socolescu, Mircea Socolescu, Ion Gavăț, Toma Petre Ghițulescu, Traian Nițescu, w fatalnych warunkach atmosferycznych, zajął 7. miejsce. Zawody podwójnie wygrała reprezentacja Stanów Zjednoczonych, trzecie miejsce zdobyli reprezentanci Niemiec.
Były to jedyne zimowe igrzyska olimpijskie w jego karierze bobsleisty. W 1924 Ghițulescu był w składzie reprezentacji Rumunii w rugby na igrzyskach paryskich, ale nie wystąpił w żadnym meczu.